# Diopatra dubia
Diopatra dubia är en ringmaskart som beskrevs av Francis Day 1960. Diopatra dubia ingår i släktet Diopatra och familjen Onuphidae. Inga underarter finns listade i Catalogue of Life.